# Affaire Walter Scott
Pour les articles homonymes, voir Walter Scott (homonymie).
L'affaire Walter Scott concerne les événements entourant la mort de Walter Scott, un Afro-Américain abattu de plusieurs balles dans le dos par le policier Michael Slager du North Charleston Police Department (NCPD) le 4 avril 2015 à North Charleston, en Caroline du Sud (États-Unis),. 
L'événement, capté par une vidéo devenue virale sur les réseaux sociaux, a mené au renvoi du policier et à son emprisonnement au centre de détention du comté de Charleston.

## Chronologie
À 9h27 locale, Scott, au volant de sa Mercedes Benz, est arrêté par Slager pour un feu de freinage non fonctionnel (le troisième feu-stop de son véhicule) aux environs de Craig Road et Remount Road. Alors qu'il tente de s'enfuir, Scott est atteint par le Taser de Slager. Alors que Scott tente à nouveau de s'enfuir, Slager dégaine son arme de service et tire huit fois dans sa direction, l'atteignant de cinq projectiles dans le dos, les fesses et à l'oreille. Le policier affirme que Scott s'est emparé de son Taser et qu'il s'est senti menacé,.
La fusillade est filmée par un passant, qui a remis la vidéo à la famille de Scott ainsi qu'aux médias. Les images montrent que le policier tire sur Scott alors que ce dernier est situé à 5 ou 6 mètres de distance, en train de s'enfuir.

## Suites
Le policier Michael Slager est condamné en décembre 2017 à vingt ans de réclusion.